# Тюрі (волость, 1992)
Тю́рі (ест. Türi vald) — волость в Естонії, одиниця самоврядування в повіті Ярвамаа з 30 січня 1992 по 23 жовтня 2005 року.

## Населені пункти
На території волості розташовувалися селище Сяревере (Särevere alevik) та 14 сіл (küla): 
Віліта (Vilita), Енарі (Änari), Кар'якюла (Karjaküla), Кірна (Kirna), Колу (Kolu), Лаупа (Laupa), Локута (Lokuta), Нясувере (Näsuvere), Пала (Pala), Пийква (Põikva), Поака (Poaka), Торі (Tori), Тюрі-Алліку (Türi-Alliku), Яндья (Jändja).

## Історія
30 січня 1992 року Тюріська сільська рада була перетворена у волость зі статусом самоврядування.
Уряд Естонії постановою № 153 від 30 червня 2005 року затвердив утворення нової адміністративної одиниці шляхом об'єднання міського самоврядування Тюрі та волостей Кабала, Ойзу і Тюрі, визначивши назву нового муніципалітету як волость Тюрі. Зміни в адміністративно-територіальному устрої, відповідно до постанови, набрали чинності 23 жовтня 2005 року після оголошення результатів виборів до волосної ради нового самоврядування.